# كهف الباردين
كهف الباردين هو نصب تذكاري جيومورفولوجي للطبيعة وأول منطقة كهفية وكهف سياحي في إستريا افتتح للزيارات منذ عام 1995.
تقع في الجزء الغربي من إستريا على بعد 6 كم شمال شرق بوريتش، كرواتيا.